# Wang Feng
Wang Feng (王峰S, Wáng FēngP; Xintai, 17 aprile 1979) è un tuffatore cinese.

## Palmarès
- Giochi olimpici

Pechino 2008 oro nel trampolino 3 m sincro
- Mondiali di nuoto

Fukuoka 2001: oro nel trampolino 1 m
Barcellona 2003: argento nel trampolino 3 m sincro
Montrèal 2005: oro nel trampolino 3 m sincro; bronzo nel trampolino 1 m
Melbourne 2007: oro nel trampolino 3 m sincro
Roma 2009: oro nel trampolino 3 m sincro
- Giochi asiatici

Busan 2002: argento nel trampolino 3 m
Doha 2006: oro nel trampolino 3 m sincro
- Universiadi

Palma di Maiorca 1999: oro nel trampolino 1 m
Taegu 2003: oro nel trampolino 1 m
Smirne 2005: oro nel trampolino 1 m; oro nel trampolino 3 m
- Vincitore della Coppa del Mondo del sincro 3m nel 2002, nel 2006 e nel 2008